# Amira Kouza
Amira Raja Kouza, née le 13 août 1989, est une nageuse algérienne.

## Carrière
Amira Kouza obtient aux Jeux africains de 2007 à Alger la médaille d'argent sur 50 mètres brasse et la médaille de bronze du relais 4x100 mètres quatre nages.
Elle est médaillée de bronze du 50 mètres brasse aux Jeux de la solidarité islamique de 2013 à Palembang.